# Damian Stevens
Pas d'image ? Cliquez ici

a Compétitions nationales et continentales officielles uniquement.

b Matchs officiels uniquement.
Dernière mise à jour le 31 janvier 2023.
Damian Stevens, né le 2 juin 1995 à Walvis Bay, est un joueur international namibien de rugby à XV qui joue au poste de demi de mêlée au NOLA Gold en Major League Rugby. 

## Biographie
Damian Stevens est formé au Walvis Bay High School, avant de finir son lycée en Afrique du Sud, au Paarl Boys' High School (en) (à Paarl). Il s'y met en évidence, et intègre le système provincial de la Western Province. Il participe notamment à la Craven Week en 2013. Tout en grandissant dans le système junior de la Western Province, il intègre l'équipe de l'Université du Cap-Occidental en 2015. La même année, il participe au Trophée mondial des moins de 20 ans, puis débute en sélection nationale sénior. Dans la foulée, alors qu'il n'a qu'une sélection, il dispute la Coupe du monde, et est notamment titulaire face à l'Argentine.
En 2016, il dispute la Currie Cup avec la Western Province, qu'il quitte dès l'année suivante, rejoignant les Natal Sharks. Il dispute une édition du Rugby Challenge avec les Sharks, puis dispute l'édition suivante avec les GWK Griquas. Il dispute ensuite la deuxième division de la Currie Cup avec les Boland Cavaliers, puis retrouve les Sharks pour le Rugby Challenge 2019. Il dispute ensuite sa deuxième Coupe du monde, et se retrouve titulaire face à l'Italie et la Nouvelle-Zélande.
En 2020, il signe en faveur des Olimpia Lions qui évoluent dans la nouvelle Súperliga Americana de Rugby. Après une première saison écourtée en raison de la pandémie de Covid-19, il prend la direction de l'Amérique du Nord, en rejoignant en 2021 les NOLA Gold. Il y dispute plusieurs matchs et impressionne par son jeu au pied. Il parvient progressivement à obtenir davantage de tant de jeu et bouscule la hiérarchie des numéros 9 des Gold de La Nouvelle-Orléans (établie en début de saison) en glanant quelques titularisations. Il avait en effet été recruté initialement pour être le remplaçant de luxe de l'historique demi de mêlée de la franchise louisianaise, Holden Yungert.
Au terme la saison Nord-Américaine, il est prêté Strela Kazan en Russie, où il retrouve son compatriote Johan Tromp. Il dispute les six premiers mois du championnat russe, devenant le meilleur marqueur de son club. Début janvier, il retourne à La Nouvelle-Orléans, avec qui il est engagé jusqu'en 2023.
Le 21 août 2023, il est nommé au sein du groupe namibien sélectionné par Allister Coetzee pour participer à la Coupe du monde en France.

## Statistiques

### En sélection
| Année | Compétition       | Matchs | Points | Essais | Transf. | Drops | Pénal. |
| ----- | ----------------- | ------ | ------ | ------ | ------- | ----- | ------ |
| 2015  | Coupe d'Afrique   | 1      | -      | -      | -       | -     | -      |
| 2015  | Coupe du monde    | 3      | -      | -      | -       | -     | -      |
| 2016  | Coupe des nations | 1      | -      | -      | -       | -     | -      |
| 2016  | Coupe d'Afrique   | 1      | -      | -      | -       | -     | -      |
| 2017  | Coupe des nations | 2      | -      | -      | -       | -     | -      |
| 2017  | Coupe d'Afrique   | 5      | 10     | 2      | -       | -     | -      |
| 2017  | Test              | 2      | -      | -      | -       | -     | -      |
| 2018  | Coupe d'Afrique   | 5      | 5      | 1      | -       | -     | -      |
| 2018  | Test              | 3      | 17     | 1      | 3       | -     | 2      |
| 2019  | Coupe des nations | 2      | -      | -      | -       | -     | -      |
| 2019  | Coupe du monde    | 2      | 14     | 1      | -       | -     | 3      |
| 2021  | Test              | 2      | 2      | -      | 1       | -     | -      |
| Total | Total             | 29     | 48     | 5      | 4       | -     | 5      |

| Essai | Adversaire | Lieu                                      | Compétition     | Date              | Résultat | Score |
| ----- | ---------- | ----------------------------------------- | --------------- | ----------------- | -------- | ----- |
| 1     | Zimbabwe   | Hage Geingob Rugby Stadium (en), Windhoek | Coupe d'Afrique | 15 juillet 2017   | Victoire | 31-26 |
| 1     | Ouganda    | Kyadondo Rugby Club (en), Kampala         | Coupe d'Afrique | 22 juillet 2017   | Victoire | 24-48 |
| 1     | Tunisie    | Hage Geingob Rugby Stadium (en), Windhoek | Coupe d'Afrique | 23 juin 2018      | Victoire | 118-0 |
| 1     | Espagne    | Stade national complutense, Madrid        | Test            | 17 novembre 2018  | Défaite  | 34-13 |
| 1     | Italie     | Hanazono Rugby Stadium, Higashiōsaka      | Coupe du monde  | 28 septembre 2019 | Défaite  | 47-22 |